# 다이추주

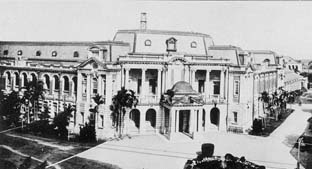
옛 다이추주 청사 (현재는 타이중시 청사로 사용되고 있음)

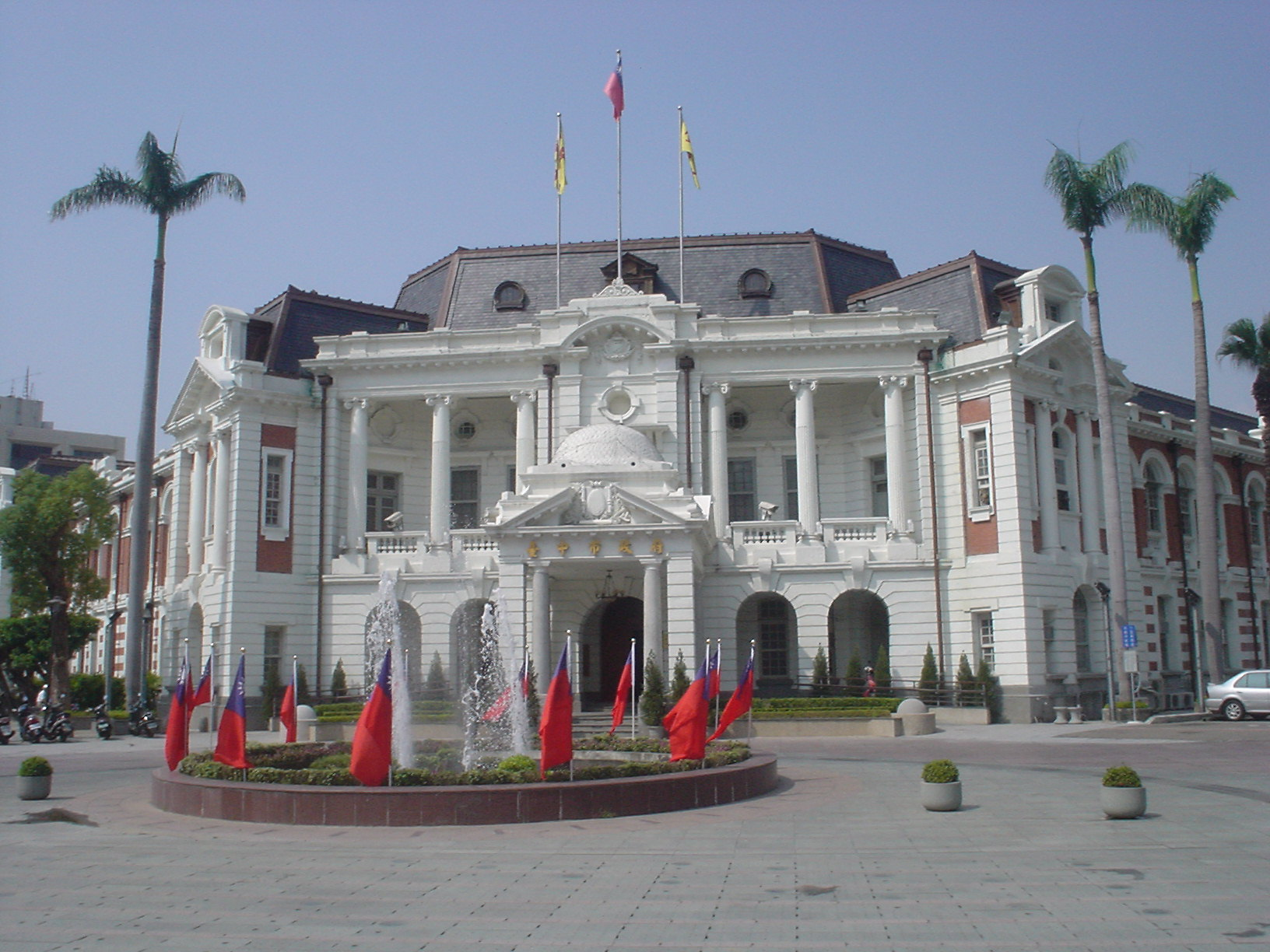
현재의 타이중시 청사

다이추주 지도 (1925년)

다이추주(일본어: 臺中州 / 台中州, たいちゅうしゅう 다이추슈[*])는 일본 제국 치하의 대만 시대(대만일치시기)였던 1920년 9월부터 1945년 10월까지 존재했던 행정 구역 가운데 하나이다. 주청 소재지는 다이추시(현재의 타이중시)이며 면적은 7,382.94km2(1940년 당시 기준), 인구는 1,303,709명(1940년 당시 기준), 인구 밀도는 176.6명/km2이다. 현재의 타이중시, 장화현, 난터우현에 걸쳐 있었으며 걸쳐 있었으며 2개 시, 11개 군을 관할했다.

## 인구
인구는 1941년(쇼와 16년)에 실시된 인구 조사를 기준으로 한다.
- 전체 인구: 1,380,187명
  - 일본인: 46,371명
  - 대만인: 1,329,620명
  - 조선인: 333명
  - 그 외의 민족: 3,863명

## 행정 구역
행정 구역은 1945년(쇼와 20년) 당시를 기준으로 한다.
- 다이추시 (臺中市, 타이중시)
  - 다이톤군 (大屯郡)
    - 오사토장(大里庄), 무호장(霧峰庄), 오타이라장(大平庄), 호쿠톤장(北屯庄), 사이톤장(西屯庄), 난톤장(南屯庄), 우지쓰장(烏日庄)

  - 도요하라군 (豊原郡)
    - 도요하라가(豊原街), 가미오카장(神岡庄), 다이가장(大雅庄), 나이호장(內埔庄), 단시장(潭子庄)

  - 도세이군 (東勢郡)
    - 도세이가(東勢街), 이시오카장(石岡庄), 신샤장(新社庄), 번지(蕃地)

  - 다이코군 (大甲郡)
    - 다이코가(大甲街), 기요미즈가(淸水街), 고세이가(梧棲街), 가이호장(外埔庄), 다이안장(大安庄), 샤로쿠장(沙鹿庄), 다쓰이장(龍井庄), 다이토장(大肚庄)
- 쇼카시 (彰化市, 장화 시)
  - 쇼카군 (彰化郡)
    - 롯코가(鹿港街), 와비가(和美街), 센사이장(線西庄), 훗코장(福興庄), 슈스이장(秀水庄), 가단장(花壇庄), 훈엔장(芬園庄)

  - 인린군 (員林郡)
    - 인린가(員林街), 게코가(溪湖街), 다나카가(田中街), 오무라장(大村庄), 호엔장(埔鹽庄), 하신장(坡心庄), 에이세이장(永靖庄), 샤토장(社頭庄), 니스이장(二水庄)

  - 호쿠토군 (北斗郡)
    - 호쿠토가(北斗街), 지린가(二林街), 다오장(田尾庄), 히토장(埤頭庄), 수나야마장(沙山庄), 오시로장(大城庄), 지쿠토장(竹塘庄), 게이슈장(溪州庄)

  - 난토군 (南投郡)
    - 난토가(南投街), 소톤가(草屯街), 주료장(中寮庄), 나마장(名間庄)

  - 니타카군 (新高郡)
    - 슈슈가(集集街), 교치장(魚池庄), 번지(蕃地)

  - 노코군 (能高郡)
    - 호리가(埔里街), 고쿠세이장(國姓庄), 번지(蕃地)

  - 다케야마군 (竹山郡)
    - 다케야마가(竹山街), 시카타니장(鹿谷庄)

## 같이 보기
- 일본 제국 치하의 대만의 행정 구역
- 대만일치시기